# A. O. Smith
Tập đoàn A. O. Smith là một công ty đa lĩnh vực, chuyên sản xuất máy nước nóng dân dụng và thương mại lớn nhất tại thị trường Bắc Mỹ. Công ty cũng cung cấp các sản phẩm lọc và xử lý nước, đặc biệt tại thị trường châu Á. Công ty có 24 nhà máy trên khắp thế giới, với 5 nhà máy chính đặt tại Bắc Mỹ và các nhà máy khác tại Nam Kinh (Trung Quốc), Bangalore (Ấn Độ),  Veldhoven (Hà Lan).
Công ty đã từng sản xuất nhiều loại sản phẩm khác nhau. Tới cuối chiến tranh thế giới thứ 1, công ty đứng vị trí top trong các công ty sản xuất bom nhiều nhất và đến chiến tranh thế giới thứ 2, công ty xếp hạng 74 trong số các công ty ký hợp đồng sản xuất khí tài cho quân đội Mỹ.

## Lịch sử
A. O. Smith được thành lập năm 1874 bởi Charles Jeremiah Smith dưới tên chính thức là C. J. Smith and Sons (C. J. Smith và các con trai), là một nhà sản xuất xe nôi trẻ em và phụ tùng xe đạp. Vào thời điểm đó, công ty sản xuất ống thép để chế tạo khung xe đạp. Tới 1895, công ty này là nhà sản xuất phụ tùng xe đạp lớn nhất nước Mỹ. Vào năm 1899, Arthur Oliver Smith, một trong những con trai của nhà sáng lập, đã phát minh ra khung xe bằng thép nén đầu tiên trên thế giới và công ty này bắt đầu chế tạo khung cho các hãng xe ô tô như Peerless Automobile Company, Cadillac, and Ford Motor. Vào năm 1904, công ty đặt trụ sở tại Milwaukee, Wisconsin với tên gọi A. O. Smith.
Năm 1913, Lloyd Raymond Smith trở thành người đứng đầu công ty, và năm 1914, công ty giới thiệu Smith Motor Wheel, một thiết bị chạy bằng ga dành cho xe đạp. Năm 1915, họ bắt đầu sản xuất xe Smith Flyer, phát minh này sau đó được bán lại cho công ty Briggs & Stratton tại Milwaukee. Một năm sau, vào năm 1916, A. O. Smith thành lập trụ sở tại New York, và năm 1917, họ bắt đầu sản xuất vỏ bom phục vụ chiến tranh thế giới I.
Vào những năm 1920, các kỹ sư của A. O. Smith đã phát triển que hàn có vỏ bọc và tiếp tục sản xuất sản phẩm này cho tới 1965. A. O. Smith đã trở thành nhà sản xuất khung ô tô hoàn toàn tự động đầu tiên trên thế giới với tốc độ sản xuất mỗi khung xe chỉ trong 8 giây, tới năm 1958, công ty cũng là nhà chế tạo ra ống lọc dầu áp suất cao được hàn bằng tia lửa điện, sản xuất tới năm 1963 và tới 1972 là đường ống cung cấp dầu.
Năm 1933, công ty đã sử dụng công nghệ tráng men để tạo ra thùng ủ bia loại lớn. Trong 32 năm tiếp theo, công ty đã sản xuất trên 11000 thùng tráng men. Vào năm 1936, công ty được cấp bằng sáng chế cho máy nước nóng ứng dụng công nghệ tráng men glass-lined. Ba năm sau, công ty bắt đầu sản xuất máy nước nóng hàng loạt cho tới thời kỳ chiến tranh thế giới II.
Năm 1940, công ty mua lại Sawyer Electric, một công ty tại Los Angeles, California, chuyên sản xuất động cơ điện. Vào năm 1942, công ty lại sản xuất vỏ bom, cánh quạt máy bay, bánh máy bay, ngư lôi và bình khí. Tới 1945, công ty đã sản xuất 4.5 triệu quả bom, 16,750 bộ phận hạ cánh cho máy bay, và 46,700 cánh quạt máy bay. Họ cũng sản xuất khung bom B-25, máy nước nóng, khung xe jeep, và bộ phận cho bom hạt nhân. Họ cũng xây dựng một nhà máy máy nước nóng rộng 400,000 feet tại  Kankakee, Illinois. Năm 1948, A. O. Smith vào thị trường máy nước nóng thương mại sau khi thâu tóm công ty Burkay tại Toledo, Ohio. Năm 1949, công ty bắt đầu sản xuất Harvestore, một loại hầm ủ bằng thép tráng thủy tinh, dành cho các nhà máy sản xuất bơ sữa.
Vào những năm 1950, A. O. Smith mua lại Whirl-A-Way Motors, một công ty ở Dayton, Ohio, và củng cố lại hệ thống nhà máy sản xuất động cơ điện của công ty này tại đây. Từ đây, hãng tiếp tục giới thiệu động cơ kín, một bộ phận quan trọng trong máy nén của điều hòa không khí và tủ lạnh. Ngành sản xuất máy nước nóng tiếp tục giới thiệu sản phẩm máy nước nóng thương mại đầu tiên trên thế giới ứng dụng công nghệ tráng men glass-lined, sản phẩm A. O. Smith Burkay B-65, sau đó, hãng dần phát triển công nghệ sợi thủy tinh, vật liệu thay thế cho thép trong nhiều thiết bị. Công nghệ này còn được ứng dụng trong các ống dẫn dầu, và dần phát triển thành Loạt sản phẩm sợi thủy tinh Smith (Smith Fiberglass Products) vào năm 1986.
Đầu những năm 60, công ty mở một nhà máy sản xuất máy nước nóng và nồi hơi tại Stratford, Ontario, Canada. Năm 1967, thế hệ thứ tư của gia đình Smith, LIoyd B. Smith, được bầu làm chủ tịch và tổng giám đốc điều hành của công ty. Tới năm 1969, công ty đã sản xuất ra chiếc máy nước nóng gia dụng thứ 10 triệu, tới năm 1972, công ty mở rộng địa bàn sang châu Âu. Năm 1974, công ty giới thiệu dòng máy nước nóng gia dụng Conservationist. Năm 1976, ngành sản xuất động cơ mở thêm xưởng tại Bray, Ireland. Năm 1978, A. O. Smith bắt đầu sản xuất bình chứa bằng thép tráng thủy tinh.
By the early 1980s, the Automotive Products unit had manufactured over 100 million passenger car frames, and 50 million truck frames, in Milwaukee, and soon after the company opened its first electric motor assembly operations in Ciudad Juárez and Ciudad Acuña, Mexico. In 1990, it developed the first hermetic motor insulation system compatible with R-134a non-ozone-depleting refrigerant. In 1995, they acquired Peabody TecTank of Parsons, Kansas, allowing A.O. Smith to enter the bulk dry storage market. That same year the company expanded into Asia by entering two joint-venture agreements: Smith Fiberglass Products and Harbin Composites Corporation to make fiberglass pipes for the China's petroleum industry, and Water Products Company and Yuhan Water Heater to make residential water heaters. In 1996, the Water Products division introduced the Cyclone XHE commercial water heater. In 1997, after 90 years in the automotive industry, A.O. Smith sold its Automotive Products Company to Tower International. In 1997, they acquired UPPCO, Inc., making A.O Smith the world’s leading manufacturer of C-frame subfractional horsepower motors. In 1998, they acquired General Electric’s domestic compressor motor business, as well as the electric motor division of Magnetek. By the end of the decade, Water Products Company had bought out its joint venture partner in Asia, and had opened a plant in Nanjing, China.
Vào đầu những năm 2000, A. O. Smith đã thực hiện một loại các vụ mua lại: State Industries, Inc. và các công ty con APCOM Inc., Shenzhen Speeda Industrial Co. Ltd., và Athens Products, một công ty chuyên cung cấp động cơ hermetic cho các thiết bị dùng máy nén cuộn; cũng như The Changheng Group (Thường Châu, Trung Quốc), nhà sản xuất động cơ mã lực phân động cho các thiết bị HVAC, Taicang Special Motor Company, Ltd. (Tô Châu, Trung Quốc), Yueyang Zhongmin Special Electrical Machinery Co. Ltd., Lochinvar Corporation, nhà sản xuất nồi hơi hiệu suất cao cho máy nước nóng và các thiết bị làm nóng bằng hydro. Năm 2006, A. O. Smith mua lại GSW Inc. một công ty Canada sản xuất máy nước nóng và The American Water Heater Company, sở hữu thương hiệu Whirlpool. Năm 2009, công ty gia nhập ngành công nghiệp lọc nước với việc thành lập công ty TNHH Xử Lý Nước A. O. Smith tại Thương Hải. Năm 2010, A. O. Smith mở một nhà máy sản xuất máy nước nóng gia dụng rộng hơn 7000 m2 tại Bangalore, India, đồng thời thâu tóm Takagi Industrial Company tại Bắc Mỹ. Năm 2011, A.O. Smith bán mảng sản xuất động cơ điện cho Regal-Beloit.
Vào tháng 8 năm 2016, A. O. Smith mua lại Aquasana (trước đây có tên là Sun Water Systems), một công ty lọc nước tại Austin từ L' Catterton với giá 87 triệu đô.